# Championnats d'Europe espoirs d'athlétisme 1999
Navigation
Édition précédente Édition suivante
Les 2es Championnats d'Europe espoirs d'athlétisme se sont déroulés à Göteborg (Suède) en 1999.
Ces championnats regroupent des athlètes de moins de 23 ans.

## Résultats

### Garçons
| Épreuves              | Or                                                                                       | Argent                                                                               | Bronze                                                                           |
| --------------------- | ---------------------------------------------------------------------------------------- | ------------------------------------------------------------------------------------ | -------------------------------------------------------------------------------- |
| 100 m                 | Hristóforos Hoídis 10 s 19                                                               | Marcin Nowak 10 s 28                                                                 | Christian Malcolm 10 s 28                                                        |
| 200 m                 | John Ertzgaard 20 s 47                                                                   | Christian Malcolm 20 s 47                                                            | Stefan Holz 20 s 69                                                              |
| 400 m                 | Piotr Haczek 45 s 78                                                                     | Zsolt Szeglet 46 s 09                                                                | Marc Raquil 46 s 18                                                              |
| 800 m                 | Nils Schumann 1 min 45 s 21 (CR)                                                         | James Nolan 1 min 46 s 94                                                            | Pawel Czapiewski 1 min 46 s 98                                                   |
| 1 500 m               | Rui Silva 3 min 44 s 29                                                                  | Gert-Jan Liefers 3 min 44 s 60                                                       | Mehdi Baala 3 min 45 s 41                                                        |
| 5 000 m               | Youssef El Nasri 13 min 30 s 48                                                          | Marius Bakken 13 min 31 s 53                                                         | Marco Mazza 13 min 47 s 17                                                       |
| 10 000 m              | Marco Mazza 28 min 39 s 29                                                               | Janne Holmén 28 min 40 s 87                                                          | Ovidiu Tat 29 min 26 s 31                                                        |
| 3 000 mètres steeple  | Günther Weidlinger 8 min 30 s 34                                                         | Gaël Pencreach 8 min 35 s 60                                                         | Antonio Jimenez 8 min 37 s 29                                                    |
| 110 mètres haies      | Tomasz Ścigaczewski 13 s 36                                                              | Stanislavs Olijars 13 s 55                                                           | Jan Schindzielorz 13 s 71                                                        |
| 400 mètres haies      | Thomas Goller 49 s 67                                                                    | Boris Gorban 49 s 94                                                                 | Periklis Iakovakis 49 s 97                                                       |
| 20 km marche          | David Márquez 1 h 23 min 42                                                              | Semyon Lovkin 1 h 24 min 04                                                          | Alfio Corsaro 1 h 24 min 25                                                      |
| Relais 4 × 100 mètres | Royaume-Uni Christian Malcolm Jamie Henthorn John Stewart Mark Findlay 38 s 96           | France Jérôme Éyana Frédéric Krantz Cédric Gold Dalg David Patros 39 s 14            | Allemagne Alexander Kosenkow Stefan Holz Michael Schäfer Falk Schrader 39 s 69   |
| Relais 4 × 400 mètres | Allemagne Sebastian Debnar-Daumler Thomas Goller Nils Schumann Stefan Holz 3 min 02 s 96 | Pologne Michał Węglarski Piotr Długosielski Mariusz Bizoń Piotr Haczek 3 min 03 s 22 | Royaume-Uni Geoff Dearman Matthew Elias Peter Brend David Naismith 3 min 03 s 58 |
| Saut en hauteur       | Ben Challenger 2,30 m                                                                    | Andriy Sokolovskiy 2,28 m                                                            | Javier Bermejo 2,22 m                                                            |
| Saut à la perche      | Romain Mesnil 5,93 m                                                                     | Lars Börgeling 5,80 m                                                                | Vasiliy Gorshkov 5,60 m                                                          |
| Saut en longueur      | Yago Lamela 8,36 m                                                                       | Vitaliy Shkurlatov 8,02 m                                                            | Nathan Morgan 7,99 m                                                             |
| Triple saut           | Ionuț Pungă 16,73 m                                                                      | Colomba Fofana 16,57 m                                                               | Vasil Gergov 16,53 m                                                             |
| Lancer du poids       | Mikuláš Konopka 19,60 m                                                                  | Joachim Olsen 19,50 m                                                                | Jarkko Haukijärvi 19,15 m                                                        |
| Lancer du disque      | Aleksandr Malashevich 63,78 m                                                            | Roland Varga 61,99 m                                                                 | Mario Pestano 61,73 m                                                            |
| Lancer du marteau     | Vladyslav Piskunov 76,26 m                                                               | Andras Haklits 73,73 m                                                               | Maciej Palyszko 73,50 m                                                          |
| Lancer du javelot     | Harri Haatainen 83,02 m                                                                  | Ville Räsänen 78,36 m                                                                | Mark Frank 77,62 m                                                               |
| Décathlon             | Attila Zsivóczky 8 379 pts                                                               | Boris Kawohl 7 815 pts                                                               | Dmitriy Ivanov 7 787 pts                                                         |

### Filles
| Épreuves              | Or                                                                                         | Argent                                                                             | Bronze                                                                                |
| --------------------- | ------------------------------------------------------------------------------------------ | ---------------------------------------------------------------------------------- | ------------------------------------------------------------------------------------- |
| 100 m                 | Manuela Levorato 11 s 26                                                                   | Olena Pastushenko 11 s 33                                                          | Kim Gevaert 11 s 39                                                                   |
| 200 m                 | Manuela Levorato 22 s 68                                                                   | Muriel Hurtis 22 s 85                                                              | Sabrina Mulrain 22 s 85                                                               |
| 400 m                 | Otilia Ruicu 51 s 93                                                                       | Jitka Burianova 52 s 01                                                            | Grazyna Prokopek 52 s 28                                                              |
| 800 m                 | Claudia Gesell 2 min 03 s 05                                                               | Irina Krakoviak 2 min 04 s 08                                                      | Laetitia Valdonado 2 min 04 s 20                                                      |
| 1 500 m               | Lidia Chojecka 4 min 07 s 86                                                               | Yelena Zadorozhnaya 4 min 09 s 03                                                  | Anca Safta 4 min 09 s 78                                                              |
| 5 000 m               | Katalin Szentgyörgyi 15 min 18 s 80                                                        | Cristina Iloc 15 min 22 s 64                                                       | Olivera Jevtic 15 min 24 s 83                                                         |
| 10 000 m              | Olivera Jevtic 32 min 37 s 59                                                              | Rosaria Console 33 min 05 s 77                                                     | Patricia Arribas 33 min 23 s 01                                                       |
| 100 mètres haies      | Agnieszka Karaczun 13 s 32                                                                 | Julie Pratt 13 s 40                                                                | Eva Miklos 13 s 40                                                                    |
| 400 mètres haies      | Natasha Danvers 56 s 00                                                                    | Ulrike Urbansky 56 s 08                                                            | Anika Ahrens 56 s 34                                                                  |
| 20 km marche          | Claudia Iovan 1 h 33 min 17                                                                | Lyudmila Dedekina 1 h 34 min 02                                                    | Melanie Seeger 1 h 34 min 17                                                          |
| Relais 4 × 100 mètres | France Nadine Mahobah Muriel Hurtis Fabé Dia Doris Deruel 43 s 39                          | Allemagne Alice Reuss Marion Wagner Esther Möller Sabrina Mulrain 43 s 53          | Pologne Monika Długa Irena Sznajder Agnieszka Rysiukiewicz Magdalena Haszczyc 44 s 47 |
| Relais 4 × 400 mètres | Russie Tatyana Levina Irina Yemelyanova Marina Grishakova Svetlana Pospelova 3 min 29 s 04 | Allemagne Nicole Marahrens Anika Ahrens Ulrike Urbansky Claudia Marx 3 min 29 s 37 | Roumanie Ramona Popovici Anca Safta Andrea Burlacu Otilia Ruicu 3 min 31 s 71         |
| Saut en hauteur       | Svetlana Lapina 1,98 m                                                                     | Amewu Mensah 1,93 m                                                                | Linda Horvath 1,93 m                                                                  |
| Saut à la perche      | Vala Flosadottir 4,30 m                                                                    | Nastja Ryshich 4,25 m                                                              | Dana Cervantes 4,15 m                                                                 |
| Saut en longueur      | Aurelie Felix 6,85 m                                                                       | Inga Leiwesmeier 6,64 m                                                            | Eva Miklos 6,51 m                                                                     |
| Triple saut           | Cristina Nicolau 14,70 m                                                                   | Oksana Rogova 14,65 m                                                              | Adelina Gavrila 14,37 m                                                               |
| Lancer du poids       | Yelena Ivanenko 17,27 m                                                                    | Nadine Beckel 17,15 m                                                              | Assunta Legnante 16,53 m                                                              |
| Lancer de disque      | Lacramioara Ionescu 58,24 m                                                                | Nadine Beckel 57,75 m                                                              | Vera Pospisilova 56,65 m                                                              |
| Lancer de marteau     | Florence Ezeh 64,56 m                                                                      | Kirsten Münchow 63,68 m                                                            | Manuela Priemer 62,36 m                                                               |
| Lancer du javelot     | Susan Mathies 57,64 m                                                                      | Tetyana Lyakhovich 57,35 m                                                         | Veera Oksanen 55,90 m                                                                 |
| Heptathlon            | Natalya Rashchupkina 6 125 pts                                                             | Yelena Prokhorova 6 011 pts                                                        | Sonja Kesselschläger 5 832 pts                                                        |